# Luciogobius
Luciogobius is een geslacht van straalvinnige vissen uit de familie van grondels (Gobiidae).

## Soorten
De volgende soorten zijn bij het geslacht ingedeeld:
- Luciogobius adapel (Okiyama, 2001)
- Luciogobius albus (Regan, 1940)
- Luciogobius ama (Snyder, 1909)
- Luciogobius brevipterus (Chen, 1932)
- Luciogobius dormitoris (Shiogaki & Dotsu, 1976)
- Luciogobius elongatus (Regan, 1905)
- Luciogobius grandis (Arai, 1970)
- Luciogobius guttatus (Gill, 1859)
- Luciogobius koma (Snyder, 1909)
- Luciogobius martellii (Di Caporiacco, 1948)
- Luciogobius pallidus (Regan, 1940)
- Luciogobius parvulus (Snyder, 1909)
- Luciogobius platycephalus (Shiogaki & Dotsu, 1976)
- Luciogobius saikaiensis (Dôtu, 1957)